# Abel Moreno Gómez
Abel Moreno Gómez (Encinasola, Huelva, 1 de julio de 1944) es un compositor, musicólogo, director, militar y escritor español contemporáneo. Algunas de sus marchas procesionales son de las más conocidas e interpretadas en la Semana Santa en Andalucía y es considerado en su ámbito como uno de los mejores autores de música procesional contemporánea.

## Biografía
Abel Moreno Gómez nació el 1 de julio de 1944 en Encinasola en la provincia de Huelva en España. Inició su formación musical junto a su padre, director de banda musical de Encinasola.
Se trasladó en 1963 a Zaragoza, donde permaneció hasta 1974. Llegó a esta ciudad para ingresar en la Academia General Militar y formó parte de la banda de música de la misma, además de cursar estudios superiores de música en el conservatorio.
En 1987 compuso una de sus obras más reconocidas, «La Madrugá», que en 2018 había sido grabada en sesenta y una ocasiones, lo que la convierte en la segunda marcha procesional con más registros discográficos tras «Nuestro Padre Jesús» (1935) de Emilio Cebrián Ruiz. Esta marcha ha formado parte de la banda sonora de Alatriste (2006), de Agustín Díaz Yanes, y los cortometrajes La Orquesta de las Mariposas (2010), de Isabel Soria, y Espich (2014), de José Ponce de León.
En 2007 fue pregonero de la Semana Santa de Zaragoza.
En 2011 y 2013 fue director invitado en el concierto de Semana Santa de la centenaria banda municipal de música de Aracena.
En 2019 publicó el libro Diccionario biográfico de músicos mayores: 1800-1932. En ese mismo año el largometraje La trinchera infinita (2019), rodada en la sierra de Huelva y ganadora de dos Premios Goya, incluyó dentro de su banda sonora la marcha «Cristo del Rosario», de Abel Moreno.
En 2020 hizo entrega de toda su discografía al presidente de la Junta de Andalucía.

## Dirección
Dirigió varias bandas de música a lo largo de su carrera militar:
- Banda de música del Gobierno Militar de Zaragoza
- Banda de música del Gobierno Militar de Algeciras
- Banda de música de la División de Montaña de Pamplona
- Banda de música de la División Guzmán el Bueno (Soria 9) (1984-1996)[11]
- Banda de música del Regimiento de Infantería Inmemorial del Rey n.º 1 en Madrid (1996-2005)[12]

## Obra

### Composiciones musicales
Abel Moreno es autor de la extensa obra compositora, entre la que destacan sus marchas procesionales (ciento veintitrés hasta febrero de 2020) por su popularidad.
Música para ensamble de viento
- Aires de Jota
- Camino del Rocío, (Aires Rocíos)
- Canción a Cádiz, (Habanera)
- Fandangos de Huelva
- Fiestas en Magallón, (Diana)
- Saludo en Sevilla
- Sevilla del alma mía, (Sevillanas)
- Sevillanas de la banda
- Sevillanas del Betis
- Sevillanas del Sevilla
- Sevillanas del Siglo XVIII
- Temas de Nochebuena
- Villancicos
  1. Arre borriquito
  2. Los peces en el cielo
  3. Noche de Paz- Rin rin
  4. El pequeño tamborilero
  5. Campana sobria campana
  6. Ale pun ca tu juego de palabras
  7. Dime niño
  8. Ay del chiquirritín
  9. Joticas al niño
  10. Madre en la puerta hay un niño
  11. Los Campanilleros

Obras sinfónicas
- Marchas en la Pantalla
- Poema de Eloy Gonzalo
  1. Madrid cuna del héroe
  2. La gesta de Cascorro
  3. A monumento en el rastro
- Por las Estepas
- Rapsodia Marocha
- Rapsodia Militar Española
- Tríptico Sevillano
  1. Amanecer en el río
  2. Feria tardía
  3. La Madrugá

Himnos
- 2000 Himno de la Regata 2000
- Himno a la Esperanza Macarena
- Himno a la Coronación en Montesión
- Himno a la Coronación de Esperanza
- Himno a la Coronación de Marchena
- Himno a María Santísima de las Angustias
- Himno de Huelva
- Himno del Algeciras CF

Marchas de procesión
- 1972 Al Santo Cristo de Magallón
- 1980 Virgen de Flores
- 1985 Cristo de la Presentación
- 1985 Cirios y Claveles
- 1985 Hermanos Costaleros
- 1985 Lloran los Clarines
- 1986 Virgen de los Dolores
- 1986 Cristo de la Defensión
- 1986 Cristo de la Defensión
- 1987 Consolación de Nervión
- 1987 Virgen de los Estudiantes
- 1987 La Madrugá
- 1987 Soledad Franciscana
- 1987 Nuestra Señora de las Mercedes
- 1988 Macarena
- 1988 Inmaculada Madre y Patrona
- 1988 Nuestra Señora de la Paz
- 1988 Virgen de San Bernardo
- 1988 Al Señor de Sevilla
- 1988 Madre de los Gitanos Coronada
- 1988 Soledad de Los Servitas
- 1989 Gracia y Amparo
- 1990 Virgen de los Reyes
- 1990 Paz del Porvenir
- 1990 María Santísima de la O
- 1990 Aurora de Santa Marina
- 1990 Córdoba Cofrade
- 1991 Esperanza Marinera
- 1991 Nuestra Señora de Aguas Santas
- 1991 Cristo de la Agonía
- 1991 Cachorro
- 1991 Dolores en tu Soledad de Brenes
- 1991 Cantillana en tu Asunción
- 1992 Nuestro Padre Jesús del Calvario
- 1992 Virgen de la Encarnación
- 1992 Virgen de la Merced
- 1994 Aniversario en Nervión
- 1994 A la Voz del Capataz
- 1994 Encarnación Coronada
- 1994 Fuensanta Coronada
- 1994 Reina de los Dolores Coronada
- 1994 Angustias de Alcalá del Río
- 1995 Cádiz Cofrade
- 1995 Concepción de África
- 1995 Jesús de la Victoria
- 1995 Dolorosa de los Remedios
- 1995 Prendimiento
- 1996 Donantes de Flores
- 1996 Esperanza de Huelva
- 1996 Madre de Dios del Rosario
- 1996 Regidor Perpetuo
- 1997 Inmaculada Madre de la Iglesia
- 1997 Paloma Mercedaria
- 1997 Virgen de las Penas
- 1998 Reina del Mar
- 1998 Virgen de los Clavitos
- 1999 Palma Coronada
- 1999 Al Cristo de los Balderas
- 1999 Al Señor de Pasión
- 1999 Esperanza de la Trinidad
- 2000 Esperanza por Huelva Coronada
- 2000 Rosario
- 2002 Soledad en Granada
- 2002 Al Palo
- 2002 Francisco Santiago
- 2002 Centenario en San Roque
- 2002 Lágrimas de San Juan
- 2002 Miércoles de vía Crucis
- 2002 Pasión en Salamanca
- 2002 Virgen de Rocaamador
- 2003 Amargura Coronada
- 2003 Coronación del Socorro
- 2003 Himno a la Coronación de la Virgen del Rosario
- 2004 Cigarrera
- 2004 Corona de Esperanza
- 2004 Himno a la Coronación de la Esperanza de Marchena
- 2005 Palma, los niños te coronan
- 2005 Semana Santa en Zaragoza
- 2006 Esperanza de la Trinidad Coronada
- 2006 Soledad de Puerto Real
- 2007 Todo se ha Consumado
- 2007 Al Cristo de la Cama
- 2007 Costalero del Dulce Nombre
- 2007 Abrid paso al Nazareno
- 2009 Adarve Nazareno
- 2017 Los Intendentes al Nazareno
- 2021 Santa María de los Ángeles
- 2022  Almas
- 2023 Amare Mara
- 2024 Madre y Reina

Marchas militares
- Armas y Cuerpos, (Himno del Ejército)
- Coronel Fernando Sánchez
- División Montaña
- General García González
- General Valenzuela Teresa
- Himno de la OTAN de Madrid
- Marcha de Caballería Nº 1
- Marcha de Infantes

Pasodoble taurino
- Al litri
- Al Maestro Roberto
- Antequera
- Aragón en Sevilla
- Aupa Zarpai
- Barrancos
- Biarritz
- Brisas del Moncayo
- Cagancho
- Calle Sierpes
- Caesar Rincón
- Cumbres de San Bartolomé
- Dávila miura
- Del Canton al Partillo (Pasacalle)
- Denis lore
- Encinasola, dedicado a su pueblo natal
- El arte de Zambrana
- El Fundi
- El Juli
- Feria en Dax
- Francisco Rivera Ordoñez
- Fiesta en Magallon (diana)
- Jabugo
- Jesulín de Ubrique
- Jimena Cuanto te quiero
- Juán Bautista
- Granada
- Los Barrios
- Los Maletillas
- Los Picones
- Miguel Abellán
- Miguel Ángel Perera (torero de pasodoble)
- Mirador de la Bahia
- Morante de la Puebla
- Nimeño
- Olé Chamaco
- Oliva de la Frontera
- Paco Ojeda
- Paseo Pan y Vino
- Pedrito de Portugal
- Plaza agorila
- Plaza de españa
- Ese Bonito es Castellar
- Richard Millian
- Sebastián Castella
- Juan Bautista
- Solera de Bollullos (al igual que la marcha '' ntra. Sñra. De las Mercedes '', está compuesta por Antonio García Herrera, es el '' himno '' de Bollullos Par del Condado)
- Suerte Mecquerillos
- Torero grande
- Toros en Arles
- Toros en el Puerto
- Victorino Martín
- Zalamea la Real
- Band'à Léo

Jota de banderillas
- Víctor el Lusitano

### Literatura
En 2019 publicó el libro Diccionario biográfico de músicos mayores: 1800-1932.

## Condecoraciones
- Dos cruces al Mérito Militar[3]
- Cruz al Mérito Naval[4]
- Medalla al Mérito de la Guardia Civil (2016)[13]
- Encomienda con placa de la Orden de San Hermenegildo[4]
- Cruz de San Hermenegildo[3]
- Medalla de plata de la Cruz Roja[4]

## Reconocimientos
- Medalla de Huelva (2006)[14]
- Medalla de la provincia de Huelva (2016)[15]
- Premio «Semana Santa de Sevilla» de la Música (2016)[16]
- Premio “Demófilo” de la Fundación Machado[3]
- Premio Ciudad de Sevilla[4]
- Medalla de la Sociedad de Autores de Francia[4]
- Medalla del Congreso Europeo[4]
- Premio Cultura 2019 de la asociación Luis Felipe de la ciudad de Huelva[17]
- Premio El Llamador de Canal sur Radio TV en 2022
- Calle rotulada con su nombre en Magallón (Zaragoza), Alcalá de Guadaira (Sevilla) y Encinasola (Huelva).[18]
- Medalla de Andalucía a las ciencias sociales y las letras (2025)